# Arhopala evansi
Arhopala evansi är en fjärilsart som beskrevs av Corbet 1941. Arhopala evansi ingår i släktet Arhopala och familjen juvelvingar. Inga underarter finns listade i Catalogue of Life.